# Alfredo Porzio
Alfredo Porzio est un boxeur argentin né le 31 août 1900 et mort le 14 septembre 1976 à Buenos Aires.

## Carrière
Il remporte la médaille de bronze aux Jeux olympiques de Paris en 1924 dans la catégorie poids lourds. Après avoir battu Charles Peguilhan et Ed Greathouse, Porzio s'incline en demi-finale contre le norvégien Otto von Porat.

## Palmarès

### Jeux olympiques
- Jeux olympiques de 1924 à Paris[1] (poids lourds)